# Caryocar edule
Caryocar edule är en tvåhjärtbladig växtart som beskrevs av Giovanni Casaretto. Caryocar edule ingår i släktet Caryocar och familjen Caryocaraceae. Inga underarter finns listade i Catalogue of Life.